# GRS 1124-683
Gamma- och röntgenkällan GRS 1124-683, upptäckt av Granatuppdraget och Ginga, är en konstellation med ett tänkbart svart hål. Objektet har även namnet Röntgen Nova Muscae 1991 eller GU Muscae. De två röntgenteleskopen i omloppsbana upptäckte objektet den 9 januari 1991 då det hade ett utbrott av röntgenstrålning.

## System för svarta hål

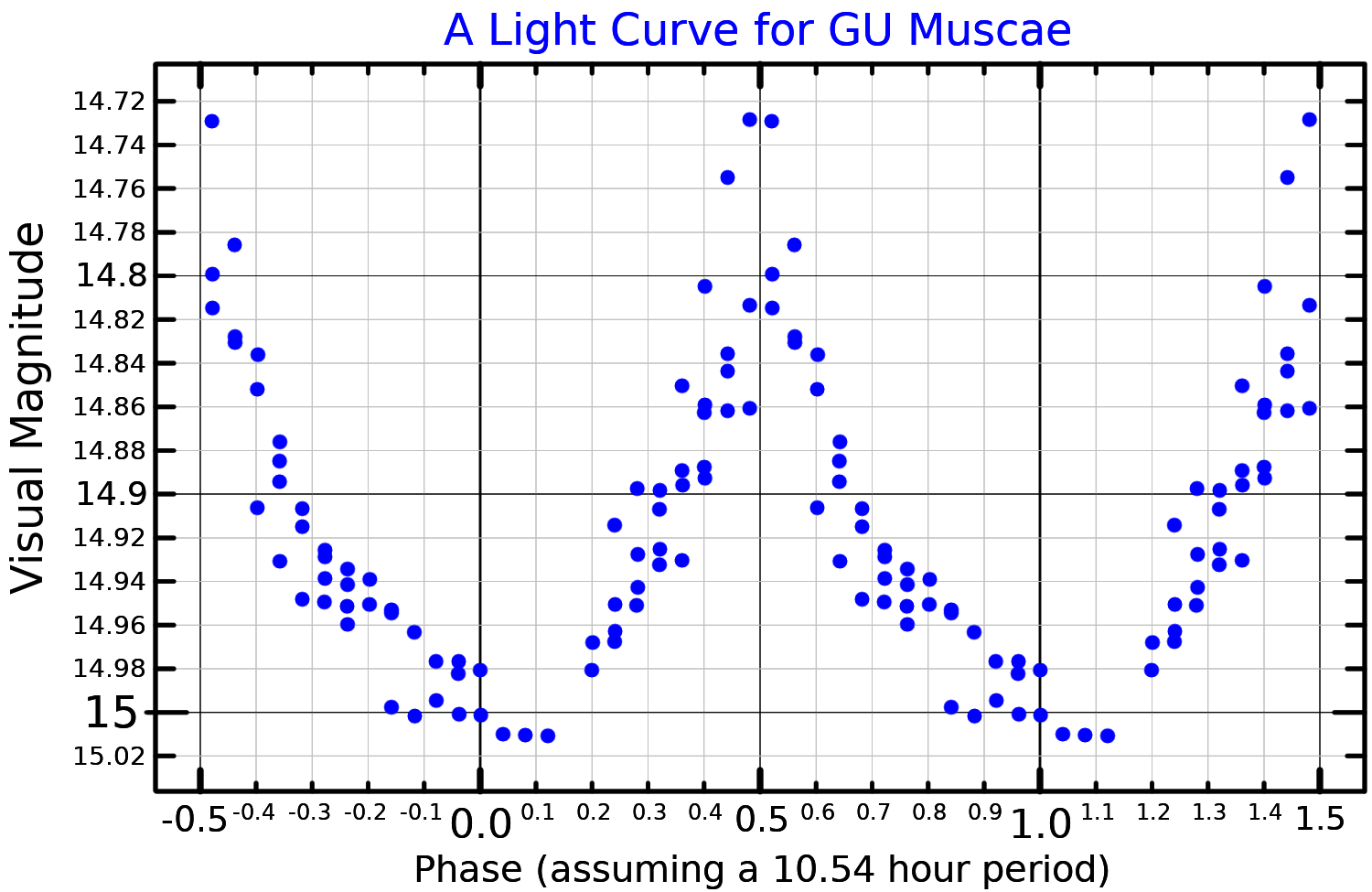
En visuell bandljuskurva för GU Muscae, anpassad från Bailyn (1992)

GRS 1124-683 är ett av flera objekt med troliga svarta hål som klassas som röntgennovor. En sådan nova producerar periodiskt ljusstarka utbrott av röntgenstrålning, tillsammans med synligt ljus och andra former av energi.
I ett sådant system drar ett svart hål gas från ytan på en följeslagare. Gasen bildar en tunn skiva runt det svarta hålet, en så kallad ackretionsskiva. I en röntgennova är gasflödet ganska tunt och långsamt, så ackretionsskivan förblir relativt sval och lite gas faller in i det svarta hålet.
När det gäller GU Muscae är det svarta hålet ungefär sju gånger så massivt som solen, medan följeslagaren är tre fjärdedelar så massiv som solen. Följeslagaren är också svalare än solen, så dess yta är rödare, och stjärnans totala ljusstyrka är bara en tredjedel av solens. Dess yttre lager blåstes förmodligen bort av supernovaexplosionen som födde det svarta hålet. De två stjärnorna kretsar kring varandra md en omloppsperiod av 10,4 timmar på ett avstånd av ungefär 3,2 miljoner km.

## Spektral utstrålning
Under utbrottet 20–21 januari 1991, som ledde till upptäckten, producerades strålning genom positronförintelse. SIGMA-teleskopet ombord på GRANAT upptäckte en relativt smal variabel emissionslinje nära 500 keV i spektrumet. Från 9 januari-14 augusti 1991 hade spektrumet en stark hård komponent som sträckte sig upp till ~ 300 keV.